# Naima García Aguilar
Naima García (Zaragoza, Aragón, España, 24 de junio de 1998) es una futbolista española que juega como delantera. Actualmente juega en el Real Betis de la Primera División Femenina de España

## Biografía
Comenzó a jugar a fútbol a los 5 años en un equipo de su barrio, en la Escuela de Actur Pablo Iglesias, donde permaneció 3 años hasta que pasó a alevines. Después, sin irse muy lejos, estuvo jugando otros 3 años en el Atlético Ranillas. Hasta que finalmente en el 2011 el Praisa Zaragoza, la fichó con 13 años para las categorías inferiores. Con 15 años, aún con ficha de filial debutó en Primera Iberdrola contra el Atlético de Madrid Femenino el 2 de noviembre de 2013. En el Zaragoza CFF ha estado 8 temporadas pasando por todas las categorías inferiores, incluso llegó a jugar en la Romareda el 15 de enero de 2017 ante el Valencia perdiendo por 0-4. El 11 de julio de 2018 el Rayo Vallecano anunciaba a Naima para una temporada en el equipo rayista. A pesar de no tener muchos minutos, gracias a ella consiguieron pasar de ronda en la tanda de penaltis ante el Sporting de Huelva y también conseguir 3 puntos importantísimos en liga precisamente ante el mismo rival. 
Al finalizar la temporada decidió no renovar y volver a su casa, volver al Zaragoza CFF, que esa temporada se creaba la Reto Iberdrola donde debutaría en la categoría. Allí fue importantísima donde fue titular en todos los partidos menos en uno, ya que estaba sancionada. La competición no pudo finalizar por el COVID-19. Acabaron en octava posición y ella como segunda máxima goleadora del equipo y máxima asístete.
El 24 de julio de 2020 el Alavés Gloriosas anunciaba que Naima llegaba al club babazorro para conseguir el ascenso a Liga Ellas.Objetivo que finalmente consiguieron el 30 de mayo de 2021.
A mitad de la temporada 2021-2022, el 30 de diciembre de 2021, Naima y el Alavés Gloriosas, llegan a un acuerdo para separar sus caminos. Habiendo ayudado al Alavés ha subir por primera vez en su historia a primera, aportando 3 goles. 
El 3 de enero de 2022, era anunciado por Zaragoza CFF el regreso de su canterana al club maño por tercera vez.

## Zaragoza CCF
En la temporada 2011/2012 empezó su andadura por el Praisa Zaragoza. Ese año consiguieron ser campeonas en la primera fase consiguiendo pasando a la segunda fase para intentar conseguir el ascenso. En la primera fase, Naima consiguió meter un gol contra Ejea-S.D. en el último partido en el minuto 56 llevando el dorsal 5.
En la segunda fase no tuvieron la fortuna de la primera y se quedaron sin ascenso, quedando tercero. En la segunda fase, metió otro gol al  San Juan A.D. en el estadio Delicias(Antiguo C.E. Pignatelli)-C.M.F. en el minuto 63 y dorsal 25.
La temporada que viene, con el Praisa Zaragoza consiguieron pasar como segundas a la siguiente fase pero otra vez sin el premio del ascenso. Pero Naima consiguió anotar un total de 19 goles, 17 en la primera fase anotando su primer hack trick ante el Calanda el 27 de enero de 2013. Y otros 2 goles en la fase final.
En la temporada 2013/2014, subió al Transportes Alcaine B, que en esa temporada estaban jugando en segunda división femenina lo que hoy en día es Primera Nacional. Consiguieron la permanecía acabando en 8 posición con 29 puntos y 47 goles a favor.
Al finalizar la temporada, jugaron la copa Aragón donde se impusieron al Aragonesa por 3-1. Naima jugó todo el partido con el dorsal 32 a la espalda.
Al mantenerse en la categoría, en la temporada 2014/2015, volvió a jugar con el filial, pero esta vez se quedaron a las puertas de la permanecían quedándose a 2 puntos de la salvación.
En la 2015/2016 a pesar de haber bajado de categoría siguió con el equipo para volver a subirlo de categoría junto a su hermana. Y así fue, consiguieron pasar la primera fase sin problemas al igual que la segunda, con un pleno de victorias y donde Naima consiguió anotar 4 goles.
Después de conseguir el ascenso con el filial, la ascendieron al primer equipo del Zaragoza CFF. Esa temporada no solo iba a estar jugando en Primera Iberdrola, si no qué en la jornada número 16, iba a poder jugar en el campo de fútbol de su ciudad, en la Romareda contra el Valencia femenino. El resultado acabó con un 0-4 a favor de las ches.
6 jornadas más tardes anotaría su primer gol en Primera Ibedrola contra el Rayo Vallecano, equipo en el que temporadas más tarde acabaría jugando.
Acabaron la temporada salvándose sin problemas y con 4 goles que le anotó al Rayo Vallecano,Espanyol y 2 al Albacete.
Pero la temporada siguiente no fue tan bien como la anterior y descendieron a segunda división, ya que no existía Reto Iberdrola. Consiguió 2 goles en la temporada.

## Rayo Vallecano
El 11 de julio de 2018, el Rayo Vallecano anunciaba el fichaje de Naima por una temporada. Una temporada donde Irene Ferreras, apenas contó con ella. Solo 708 minutos disputó durante la temporada. Anotando 1 gol contra el Sporting Club de Huelva y dándole los 3 puntos. Además de anotar el penalti decisivo que les daban el pase de ronda en la Copa de la Reina también contar el Sporting de Huelva. Al finalizar la temporada en el club rayista decidió no renovar y buscar una nueva aventura.

## Zaragoza CFF

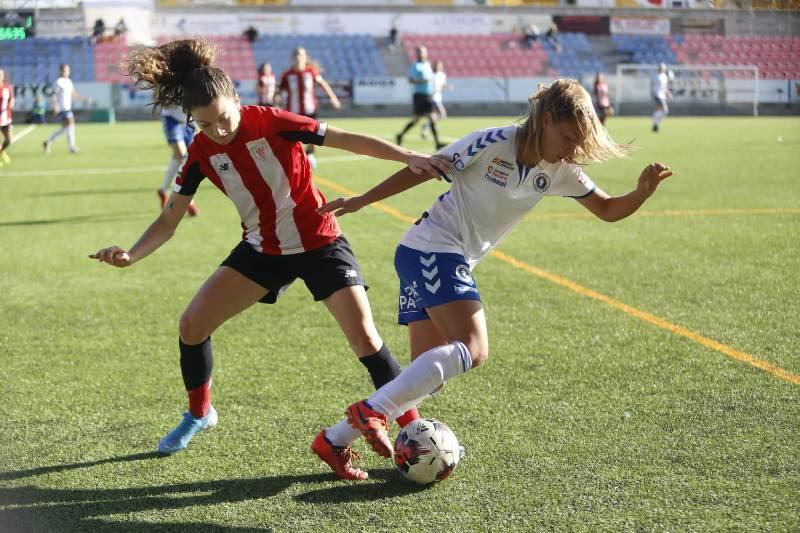
Naima en un partido contra el Athletic B

Al finalizar el contrato con el Rayo Vallecano, volvió a su casa, con el objetivo de volver a llevar a Primera Ibedrola al Zaragoza CFF. No solo volvía a su casa, sino que además debutaba en una competición nueva, la Reto Iberdrola. Hizo una gran temporada, jugando todos los partidos hasta que se canceló la competición por el Covid-19 exceptuando uno, contra el Oviedo. Ya que el partido anterior, contra el Friol, había sido expulsada. Consiguió ser la segunda máxima goleadora con 7 tantos además de la máxima asistente del equipo. Pero sin el premio de conseguir el ascenso a la máxima categoría.

## Alavés Gloriosas

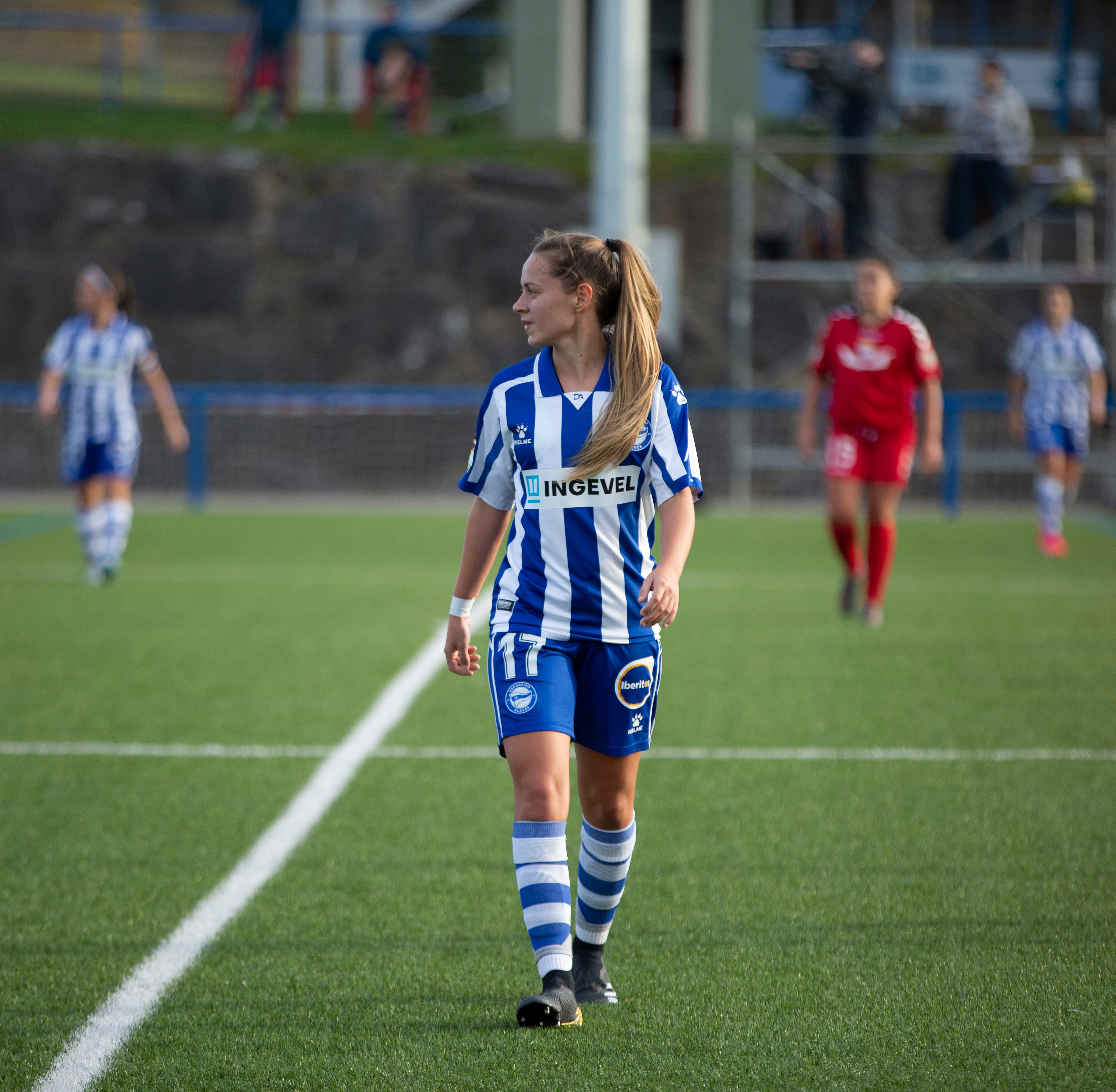
Naima en su etapa en el Deportivo Alavés (2020).

El 24 de julio de 2020 el Deportivo Alavés anunciaba el fichaje de la maña Naima para la temporada 2020/2021.Con el objetivo de conseguir ascender a la máxima categoría por primera vez en la historia del Alavés y de que ella volvería a jugar en Primera. El 7 de marzo de 2021 las Gloriosas acabaron la primera fase en primer lugar ganando en Barcelona al Barcelona B por 2-3,lo que le daban el derecho a jugar la segunda fase por el ascenso. Terminaron la primera fase con 37 puntos con 34 goles a favor y 14 en contra. La segunda fase la terminaron en Madrid contra el Atlético de Madrid B ganado 0-2 lo que conllevo el ascenso a Liga Ellas por primera vez en la historia del Alavés Gloriosas y la vuelta de Naima a primera división 2 temporadas después. Terminó la temporada jugando 20 partidos, anotando 2 goles ante Osasuna y Athletic Club B y con varias asistencias.
En su vuelta a primera, ha jugado los 3 partidos jugados hasta el momento y anotando un gol contra el Villarreal.

## Granada CFF
El 2 de agosto de 2022, el Granada CFF anunciaba su incorporación al club nazarí para la  temporada 2022/2023.Con el mismo objetivo que cuando en 2020 fichó por las Alavés Gloriosas, ascender a la Liga F.
Actualmente lleva 10 goles y 4 asistencia en la temporada, 8 goles y 3 asistencia en 1RFEF,anotando un doblete contra el Espanyol, anotando un gol contra el Cacereño Femenino otro contra el Real Oviedo y un gol y una asistencia contra Rayo Vallecano en el partido de ida y un gol en el de vuelta en lo que fue su casa en la temporada 2018-2019,también anotó frente al Albacete y frente al Athletic Club Ben el partido de vuelta.
En Copa de la Reina,el 18 de octubre de 2022 en 1/32 anotó el gol qué dio el pase a la siguiente ronda contra el Levante Las Planas, equipo de Liga F. En la siguiente ronda, el 22 de noviembre de 2022 en los 1/16 contra el Real Betis,equipo que también milita en Liga F,jugarían en Los Carmenes y se impondría el equipo nazarí ganando 3-1 y anotando el tercer gol que les daría el pase a los octavos de final ante su ex equipo Alavés Gloriosas el 10 de enero de 2023. En la siguiente ronda, ante su ex equipo conseguiría nuevamente pasar a unos históricos cuartos de final para el cuadro nazarí, con un gol en propia puerta de la cancerbera albiazul gracias a un centro que hizo Naima. Finalmente no puedo superar la ronda de cuartos de final ante el Atletico de Madridal caer por 0-3 jugando los 90 minutos y conseguir reunir en Los Carmenes a 6.135 espectadores.

## Selección aragonesa

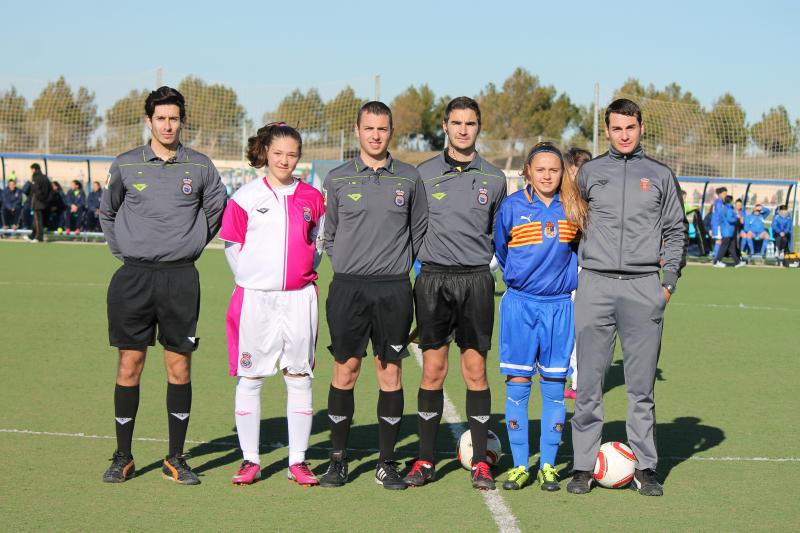
Naima de capitana con la selección

### Sub-16
En 2012 la llamaron para ir con la selección araganoesa sub-16. Jugaban el Campeonato de Selecciones Autonómicos en Sant Joan Despí de Barcelona. El 21 de diciembre de 2012 ante Castilla-La Mancha debutó con victoria por 0-1.
Al día siguiente se enfrentó a la  Selecció femenina de futbol de Catalunya donde perdieron por 0 goles a 5. Aún con esta derrota, consiguieron pasar a la segunda fase.
Para la segunda fase también fue convocada. Se jugaba en  Municipal Santa Isabel de Santiago de Comportela donde le tocaba enfrentarse a la selección extremeña y selección madrileña.
El 8 de febrero de 2013 se enfrentaban a la selección extremeña, donde consiguieron empatar a 2 y Naima consiguió uno de los goles en el minuto 21 desde los 11 metros. 
Después del empate ante Extremadura, se enfrentaban a una selección madrileña muy fuerte. El partido finalizó con un 5-1 a favor de las madrileñas y el gol del honor lo anotó Naima de una falta indirecta. No pudieron pasar a las semifinales y terminaron el torneo las 12.ª de 16 selecciones que participaban.
En 2013, se volvió a jugar el torneo y la joven maña fue nuevamente seleccionada para jugarlo. El 20 de diciembre de 2013 se enfrentó a una selección Valenciana que fue superior a las mañas pero no consiguieron pasar del empate a 1 gracias a una gran asistencia de Naima a su compañera Noelia.
Después de ese gran empate, ganaron a la selección de Castila y León 1-2. Volviendo a clasificarse para la segunda fase.
La segunda fase se jugó en la Ciudad Deportiva Andrés Iniesta, el 22 de febrero de 2014. Ante selección de Castila y La Mancha empataron a 2 con doblete de Noelias Colas y ante selección riojana perdiendo 3-1.De nuevo se quedaron sin poder jugar las semifinales.
En todos los partidos con la selección sub-16 llevó el dorsal 10.

### Sub-18
En diciembre de 2014 la llamaron para jugar con la selección sub-18 el Campeonato de Selecciones Autonómicos. Aceptó y viajó hasta Murcia donde tenía que jugar en Municipal José Barnés ante la selección murciana y selección asturiana. Ambos encuentros que disputó los perdió. Antes las murcianas por 0-2 y antes las asturianas por 4-1.
El 5 de febrero jugó la segunda fase en el Municipal Bazán,en San Fernando(Cádiz) ante selección andaluza y selección gallega.

## Clubes
| Club                       | País   | Año       |
| -------------------------- | ------ | --------- |
| Prainsa Zaragoza C         | España | 2011-2013 |
| Transporte Alcaine B       | España | 2013-2016 |
| Transporte Alcaine         | España | 2016-2018 |
| Rayo Vallecano             | España | 2018-2019 |
| Zaragoza CFF               | España | 2019-2020 |
| Deportivo Alavés Gloriosas | España | 2020-2022 |
| Zaragoza CFF               | España | 2022      |
| Granada CFF                | España | 2022-2023 |

## Palmarés

### Campeonatos nacionales
| Título         | Club             | País   | Año  |
| -------------- | ---------------- | ------ | ---- |
| Reto Iberdrola | Alavés Gloriosas | España | 2021 |

## Estadísticas

### Clubes
Actualizado al último partido disputado el 19 de marzo de 2022.
| Club                          | Temporada | Liga  | Liga  | Liga  | Liga | Liga | Liga | Liga  | Copa  | Copa  | Copa | Copa | Copa | Copa | Total | Total | Total | Total | Total | Total |
| Club                          | Temporada | Div.  | Part. | Goles | Asis | TA   | TR   | Min   | Part. | Goles | Asis | TA   | TR   | Min  | Part. | Goles | Asis  | TA    | TR    | Min   |
| ----------------------------- | --------- | ----- | ----- | ----- | ---- | ---- | ---- | ----- | ----- | ----- | ---- | ---- | ---- | ---- | ----- | ----- | ----- | ----- | ----- | ----- |
| Prainsa Zaragoza C · España   | 2011-2012 | 3.ª   |       |       |      |      |      |       |       |       |      |      |      |      |       |       |       |       |       |       |
| Prainsa Zaragoza C · España   | 2012-13   | 3.ª   |       |       |      |      |      |       |       |       |      |      |      |      |       |       |       |       |       |       |
| Prainsa Zaragoza C · España   | Total     | Total | -     | -     | -    | -    | -    | -     | -     | -     | -    | -    | -    | -    | -     | -     | -     | -     | -     | -     |
| Transporte Alcaine B · España | 2013-14   | 2.ª   |       |       |      |      |      |       |       |       |      |      |      |      |       |       |       |       |       |       |
| Transporte Alcaine B · España | 2014-15   | 2.ª   |       |       |      |      |      |       |       |       |      |      |      |      |       |       |       |       |       |       |
| Transporte Alcaine B · España | 2015-16   | 2.ª   |       |       |      |      |      |       |       |       |      |      |      |      |       |       |       |       |       |       |
| Transporte Alcaine B · España | Total     | Total | -     | -     | -    | -    | -    | -     | -     | -     | -    | -    | -    | -    | -     | -     | -     | -     | -     | -     |
| Transporte Alcaine · España   | 2016-17   | 1.ª   | 29    | 4     | -    | 2    | 0    | 1.214 | -     | -     | -    | -    | -    | -    | 29    | 4     | -     | 2     | 0     | 1.214 |
| Transporte Alcaine · España   | 2017-18   | 1.ª   | 26    | 2     | -    | 1    | 0    | 1.216 | -     | -     | -    | -    | -    | -    | 26    | 2     | -     | 1     | 0     | 1.216 |
| Transporte Alcaine · España   | Total     | Total | 55    | 6     | -    | 3    | 0    | 2.430 | -     | -     |      | -    | -    | -    | 55    | 6     | -     | 2     | 0     | 2.430 |
| Rayo Vallecano · España       | 2018-19   | 1.ª   | 16    | 1     | 1    | 0    | 0    | 710   | 2     | 1(TP) | 0    | 0    | 0    | 160  | 18    | 2     | 1     | 0     | 0     | 870   |
| Rayo Vallecano · España       | Total     | Total | 16    | 1     | 1    | 0    | 0    | 710   | 2     | 1(TP) | 0    | 0    | 0    | 160  | 18    | 2     | 1     | 0     | 0     | 870   |
| Zaragoza CFF · España         | 2019-20   | 2.ª   | 21    | 7     | -    | 2    | 1    | 1770  | -     | -     | -    | -    | -    | -    | 21    | 7     | -     | 2     | 1     | 1770  |
| Zaragoza CFF · España         | Total     | Total | 21    | 7     | -    | 2    | 1    | 1770  | -     | -     | -    | -    | -    | -    | 21    | 7     | -     | 2     | 1     | 1770  |